# Petre Preoteasa
Petre Preoteasa (* 17. September 1930 in Plenița, Kreis Dolj) ist ein ehemaliger rumänischer Politiker der Rumänischen Kommunistischen Partei PMR (Partidul Muncitoresc Român) und ab 1965 PCR (Partidul Comunist Român).

## Leben
Petre Preoteasa besuchte ab 1941 das Gymnasium in Plenița sowie im Anschluss die Industrieoberschule in Craiova, die er 1949 als Kunstschlosser beendete. Er absolvierte zwischen 1951 und 1956 ein Studium an der Fakultät für Maschinenbautechnologie am Institut für Mechanik in Brașov und war während seines Studiums von 1953 bis 1956 Organisationssekretär des Fakultätskomitees der Uniunea Tineretului Muncitor (UTM), des Jugendverbandes der PMR. Nach Abschluss des Studiums arbeitete er von 1956 bis 1962 als Maschinenbauingenieur, Chefingenieur für Organisation sowie zuletzt als Chefingenieur für Verarbeitung in der Fabrik für Landmaschinenbau in Craiova. 1957 wurde er Mitglied der Rumänischen Kommunistischen Partei PMR (Partidul Muncitoresc Român). Danach war er zwischen 1962 und 1966 Direktor des Autoreparaturbetriebes Nr. 8 in Craiova und zugleich Mitglied des dortigen Regionalrates der Gewerkschaften sowie Kandidat des dortigen Büros des Volkskomitees der PMR. Nachdem er von September 1966 bis 1967 Instrukteur der Sektion Bergbau, Energie und Transport des ZK war, arbeitete er von 1967 bis 1968 als Sonderinspektor im Ministerrat. Zugleich absolvierte er zwischen 1967 und 1968 ein postgraduales Studium der Wirtschaftswissenschaften an der Sozial-Politischen Akademie „Stefan Gheorghiu“ in Bukarest.
Danach war Preoteasa zwischen 1968 und 1975 Chef der Sektion Transport und Telekommunikation des Wirtschaftsrates des Zentralrates zur Kontrolle der Arbeit der wirtschaftlichen und sozialen Tätigkeiten sowie im Anschluss von Oktober 1974 bis Januar 1977 Wirtschaftssekretär des PCR-Komitees im Kreis Dolj, ehe er zwischen dem 25. Januar 1977 und dem 24. Oktober 1979 Erster Sekretär des PCR-Parteikomitees im Kreis Dolj sowie Präsident des Exekutivkomitees des Volksrates des Kreises Dolj war. Im Oktober 1979 wurde er Mitglied des Nationalrates für menschliche Arbeit und fungierte zudem vom 27. Oktober 1979 bis zum 6. April 1984 als Erster Vizepräsident und Staatssekretär des Staatlichen Planungskomitees. Auf dem Zwölften Parteitag der PCR (19. bis 23. November 1979) wurde er Kandidat des Zentralkomitees (ZK) der PCR. Am 15. Oktober 1980 wurde er Mitglied des ZK der PCR und gehörte diesem Gremium bis zum 22. Dezember 1989 an. Zugleich wurde er 1980 Mitglied der Großen Nationalversammlung (Marea Adunare Națională) und gehörte dieser als Vertreter des Wahlkreises Secuieni/Bacău bis 1985 sowie im Anschluss zwischen 1985 und dem 22. Dezember 1989 für den Wahlkreis Cluj an.
Am 6. April 1984 wurde Petre Preoteasa Minister für Maschinenbauindustrie (Ministrul industriei construcțiilor de mașini) im Kabinett Dăscălescu I und bekleidete dieses Amt bis zum 15. Februar 1985. Im Anschluss fungierte er im Kabinett Dăscălescu I sowie im Kabinett Dăscălescu II zwischen dem 15. Februar 1985 und dem 5. Oktober 1987 als Minister für technische und materielle Versorgung sowie als Minister für die Kontrolle des Fondsmanagements (Ministrul Aprovizionării Tehnico-Materiale și Controlului Gospodăririi Fondurilor Fixe). Am 5. Oktober 1987 übernahm er die Funktion als Erster Sekretär des PCR-Parteikomitees im Kreis Brașov sowie als Präsident des Exekutivkomitees des Volksrates des Kreises Brașov und bekleidete diese bis zum Zusammenbruch des Kommunismus im Zuge der rumänischen Revolution am 22. Dezember 1989. 1988 wurde er zudem Mitglied der ZK-Kommission für wirtschaftliche Zusammenarbeit und internationale Beziehungen von Partei und Staat. Auf dem Vierzehnten Parteitag der PCR (20. bis 24. November 1989) wurde er zudem Kandidat des Politischen Exekutivkomitees des ZK der PCR und behielt auch diese Funktion bis zum 22. Dezember 1989.